# Uder
Uder – miejscowość i gmina (niem. Landgemeinde) w Niemczech, w kraju związkowym Turyngia, w powiecie Eichsfeld. Do 31 grudnia 2023 gmina (Gemeinde), siedziba wspólnoty administracyjnej Uder. Dzień później wspólnota została rozwiązana, a dziesięć jej gmin: Birkenfelde, Eichstruth, Lenterode, Lutter, Mackenrode, Röhrig, Schönhagen, Steinheuterode, Thalwenden oraz Wüstheuterode stało się jej częściami (Ortsteil), a dla pozostałych dwóch gmin Asbach-Sickenberg oraz Dietzenrode-Vatterode zaczęła pełnić funkcję "gminy realizującej" (niem. "erfüllende Gemeinde").